# Джефф Сарвер
Джефф Сарвер (нар. 14 травня 1978, м. Кінгстон) — канадський шахіст, чемпіон світу з шахів в категорії до 10 років в Пуерто-Рико 1986 р. Завдяки своїй харизмі та шаховому таланту, він став впізнаваною медіа-персоною. Його шахова кар'єра та нетрадиційний спосіб життя його сім'ї стали темою багатьох статей та телепередач.

## Рання кар'єра
У віці 4 років Джефф дізнався правила гри від своєї 6-річної сестри, Юлі. А вже у віці 6 років почав грати в шаховому клубі на Манхеттені, що в Нью-Йорку (Manhattan Chess Club), який на той час був найбільш престижним шаховим клубом світу. Брюс Пандолфіні, менеджер клубу, був настільки вражений талановитими дітьми, що дав їм пожиттєве членство в клубі, яке зазвичай давалось гросмейстрам.
Кожного року, Джефф (по закінченню 7 років) розважав натовп граючи одночасно з 40 шахістами в так званий сеанс одночасної гри, на честь Дня Канади (національне свято в Канаді) на Парламентському пагорбі в Оттаві.
Також, його можна було побачити в Парку Вашингтона в Нью-Йорку де він грав в швидкі шахи, приковуючи увагу глядачів, що спостерігали за його грою.
В 1986 році, Джефф Сарвер, як представник Канади виграв Чемпіонат світу з шахів для юніорів до 10 років в Пуерто-Рико.
Ален Кауфман, голова Американського Шахового Товариства, сказав: «Джефф в свої 9 років сильніший за Боббі (Фішера) в його 11». А Брюс Пандолфіні сказав: «З-поміж тисячі інших дітей, яких я вчив, Джефф — найбільш неординарний молодий гравець, якого я коли-небудь зустрічав».

## Публічне життя
Коли Джеффу було всього 8 років, його ентузіазм до шахової гри, прикував увагу гросмейстра Едмара Медніса, який запросив його для аналізу партії поміж Гаррі Каспаровим та Анатолієм Каповим на PBS (американська станція телебачення), що відбувся в рамках Чемпіонату світу з шахів в 1986 році. Джефф та його сестра Юля (що також була чемпіонкою світу серед дівчат, старших 10-ти років) знову виступали на телебаченні, коментуючи партію-реванш в 1987 році. Після цієї події вони двоє стали впізнавані в медіа-кругах і почали з'являтись в різних телепередачах, а також стали темою для документального фільму.
Деякі журнали такі як CQ i Sports Illustrated писали про Джеффа і його сім'ю, підкреслюючи дивний стиль їх життя та висуваючи припущення щодо безпеки талановитих дітей.
Батько Джеффа заборонив йому займатись шаховою кар'єрою, коли зрозумів, що скоро буде не в змозі контролювати життя свого сина. Вони переїхали з Нью-Йорку до Онтаріо.
Після великої статті в Vaniy Fair, про насилля тата Майка над Джеффом та Юлею, служба з захисту дітей забрала їх у батька та віддала на догляд в прийомну сім'ю. Тато Джеффа не був прихильником структур та державної системи, він не відпускав дітей до школи й ходили чутки, що він знущався над ними психологічно та фізично. Однак, Джефф та Юлія втекли з прийомної сім'ї до свого батька і переховувались від служб, щоб їх знову не забрали. З того часу трійця переховувалась, живучи в різних країнах і звикнувши до простого способу життя.

## «В пошуках Боббі Фішера»
В 1993 році було знято фільм «В пошуках Боббі Фішера», в якому Джефф був взятий за образ героя, якого звали Джонатан Рой. У фінальній партії Джонатан Рой отримав пропозицію нічиї, яку він не прийняв і програв. Але в реальньому житті Джефф Сарвер і його опонент Джошуа Вайцкін свою партію зіграли в нічию і розділили поміж собою перше місце. Тоді Джеффу було всього 7, а Джошуа — 9 років. Ще одна партія відбулась між ними в 1985 році і закінчилась перемогою Джеффа.

## Участь в турнірі після років перерви
У вересні 2007 року Джефф взяв участь в 10 Міжнародному Турнірі по швидких шахах за кубок Мальборкського Замку. Він посів третє місце з рахунком 7/9 у групі з 86 гравців, включаючи чотирьох гросмейстерів. Оскільки він не мав міжнародного рейтингу, йому присудили технічних 2300 балів.

## Покер
В грудні 2008 року Джефф почав брати участь в Європейському Покер Турнірі, завершивши 5 турнірів з грошовими нагородами. При цьому посівши 10-те місце під час EPT Warsaw в жовтні 2009-того і 3-тє місце в листопаді 2009 року на EPT Vilamoura з виграшем 156,170 євро.

## Радіоінтерв'ю
19 грудня 2010 році Сарвер був запрошений на Інтерв'ю до Всесвітньої служби Бі-Бі-Сі. В якому він відверто розповів про своє життя, досвід свого дитинства та стосунки зі своїм батьком-насильником. Він також розповів про успішні роки працюючи в нерухомості у Сполучених Штатів у свої 20-ті роки та про свій поточний успіх у професійному покері в Європі у свої 30-ті роки.